# Trelkowo
Trelkowo (deutsch Groß Schöndamerau) ist ein Dorf in der polnischen Woiwodschaft Ermland-Masuren. Es gehört zur Gmina Szczytno (Landgemeinde Ortelsburg) im Powiat Szczycieński (Kreis Ortelsburg).

## Geographische Lage
Trelkowo liegt östlich des Großen Schobensees (polnisch Jezioro Sasek Wielki) in der südlichen Mitte der Woiwodschaft Ermland-Masuren, acht Kilometer nördlich der Kreisstadt Szczytno (Ortelsburg).

## Geschichte

### Ortsgeschichte
Die Gründung des Dorfes Schöndamerau (nach 1820: Groß Schöndamerau) erfolgte 1391, als von dem Obersten Spittler und Komtur von Elbing Walpot von Bassenheim für die Schulzen Stanislaus und Mathes die Handfeste ausgestellt wurde. Im 17. Jahrhundert nahm die wirtschaftliche Entwicklung keinen günstigen Verlauf, die Vermögensstände der Einwohner wurden auch 1787 nur als "mittelmäßig" eingestuft. Erst am Ende des 19. Jahrhunderts machte sich im Dorf ein lebhafter wirtschaftlicher Aufschwung bemerkbar, gefördert durch die 1891 gegründete Spar- und Darlehnskasse (Raiffeisen).
Am 16. Juli 1874 wurde Groß Schöndamerau Amtsdorf für einen Amtsbezirk Schöndamerau, der bis 1945 bestand und zum Regierungsbezirk Königsberg (ab 1905: Regierungsbezirk Allenstein) der preußischen Provinz Ostpreußen gehörte. Ihm waren 13 Dörfer zugeordnet.
Im Jahre 1910 zählte Groß Schöndamerau 616 Einwohner. Ihre Zahl vergrößerte sich, als am 30. September 1928 die Gutsbezirke Frenzken (polnisch Fręcki, nicht mehr existent) und Klein Schöndamerau (polnisch Trelkówko) eingemeindet wurden. Im Jahre 1933 belief sich die Einwohnerzahl auf 746, im Jahre 1939 auf 655.
Aufgrund der Bestimmungen des Versailler Vertrags stimmte die Bevölkerung im Abstimmungsgebiet Allenstein, zu dem Groß Schöndamerau gehörte, am 11. Juli 1920 über die weitere staatliche Zugehörigkeit zu Ostpreußen (und damit zu Deutschland) oder den Anschluss an Polen ab. In Groß Schöndamerau stimmten 427 Einwohner für den Verbleib bei Ostpreußen, auf Polen entfielen keine Stimmen.
Als 1945 in Kriegsfolge das gesamte südliche Ostpreußen an Polen überstellt wurde, war auch Groß Schöndamerau davon betroffen. Das Dorf erhielt die polnische Namensform „Trelkowo“ und ist heute Sitz eines Schulzenamtes (polnisch Sołectwo) im Verbund der Gmina Szczytno (Landgemeinde Ortelsburg) im Powiat Szczycieński (Kreis Ortelsburg), bis 1998 der Woiwodschaft Olsztyn, seither der Woiwodschaft Ermland-Masuren zugehörig. 2011 zählte die Ortschaft Trelkowo 411 Einwohner.

### Amtsbezirk Schöndamerau (1874–1945)
Den Amtsbezirk Schöndamerau bildeten ursprünglich 13 Dörfer. Am Ende waren es noch zehn:
| Deutscher Name                 | Geänderter Name 1938 bis 1945 | Polnischer Name | Bemerkungen                               |
| ------------------------------ | ----------------------------- | --------------- | ----------------------------------------- |
| Achodden                       | Neuvölklingen                 | Ochódno         |                                           |
| Alt Keykuth                    |                               | Stare Kiejkuty  |                                           |
| Eichthal                       |                               | Dębówko         |                                           |
| Frenzken                       |                               | Fręcki          | 1928 nach Groß Schöndamerau eingegliedert |
| Groß Schöndamerau              |                               | Trelkowo        |                                           |
| Kaspersguth                    |                               | Kaspry          |                                           |
| Klein Schöndamerau             |                               | Trelkówko       | 1928 nach Groß Schöndamerau eingegliedert |
| Kobbelhals                     |                               | Kobyłocha       |                                           |
| Leynau                         | Leinau                        | Linowo          |                                           |
| Neu Keykuth                    |                               | Nowe Kiejkuty   |                                           |
| Rohmanen                       |                               | Romany          |                                           |
| Waldpusch                      |                               | Wałpusz         | 1928 nach Seelonken eingegliedert         |
| Zielonken 1912–1938: Seelonken | Ulrichssee                    | Zielonka        |                                           |

Am 1. Januar 1945 bildeten den Amtsbezirk Schöndamerau noch die Orte Alt Keykuth, Eichthal, Groß Schöndamerau, Kaspersguth, Kobbelhals, Leinau, Neu Keykuth, Neuvölklingen, Rohmanen und Ulrichssee.

## Kirche

### Kirchengebäude
Die in der Handfeste von 1391 in Schöndamerau genannte Kirche war ein Holzbau. Er brannte in der Mitte des 18. Jahrhunderts ab. Im Jahre 1757 entstand die Kirche in ihrer jetzigen Gestalt. Es handelt sich um einen schlichten Feldsteinbau mit massivem zweistöckigen Turm.
Aus der Gründungszeit der Kirche stammt der Kanzelaltar. 1866 erhielt das Gotteshaus eine Orgel, und das Geläut der Kirche bestand aus drei Glocken. Zur Ausstattung gehört ein neugotisches Taufbecken, außerdem zwei Gedenktafeln mit Namen von Soldaten der Napoleonkriege und des Ersten Weltkrieges. 
Zwei alte Schnitzwerke aus dem 15. Jahrhundert wurden dem Ortelsburger Heimatmuseum (polnisch Muzeum Mazurskie w Szczytnie) übergeben.

### Kirchengemeinde
Schon in vorreformatorischer Zeit war Schöndamerau ein Kirchdorf.

#### Evangelisch
Mit Einführung der Reformation übernahm Schöndamerau die evangelische Konfession. Eingegliedert war anfangs die Filialkirche in Jablonken (1938 bis 1945 Wildenau, polnisch Jabłonka), und die Pfarrei war ehedem Teil der Inspektion Saalfeld (polnisch Zalewo). Das Kirchenpatronat oblag dem preußischen König bzw. den staatlichen Stellen. Im Jahre 1925 zählte die Kirche Groß Schöndamerau 2.000 Gemeindeglieder in einem überschaubaren Kirchspiel. Eingegliedert war sie in den Superintendenturbezirk Passenheim (polnisch Pasym) im Kirchenkreis Ortelsburg (Szczytno) in der Kirchenprovinz Ostpreußen der Kirche der Altpreußischen Union. Flucht und Vertreibung der einheimischen Bevölkerung zwischen 1945 und 1950 setzten der evangelischen Kirchengemeinde in dem jetzt Trelkowo genannten Ort ein Ende. Der einstige evangelische Friedhof ist noch vorhanden. Jetzt hier lebende evangelische Einwohner gehören zur Kirche in Szczytno innerhalb der Diözese Masuren der Evangelisch-Augsburgischen Kirche in Polen.

#### Katholisch
Nach 1945 übernahm die Römisch-katholische Kirche das bisher evangelische Gotteshaus in Trelkowo. Gehörten die katholischen Dorfeinwohner vor 1945 zur Pfarrei in Ortelsburg, so konnte sich jetzt dank der Neuansiedlung zahlreicher Menschen besonders aus dem Osten Polen – fast ausnahmslos katholischer Konfession – in Trelkowo eine eigene Pfarrei bilden. Die Pfarrei und die Kirche tragen nun den Namen des Maximilian Kolbe und gehören zum Dekanat Szczytno im Erzbistum Ermland.

### Baptistenkapelle

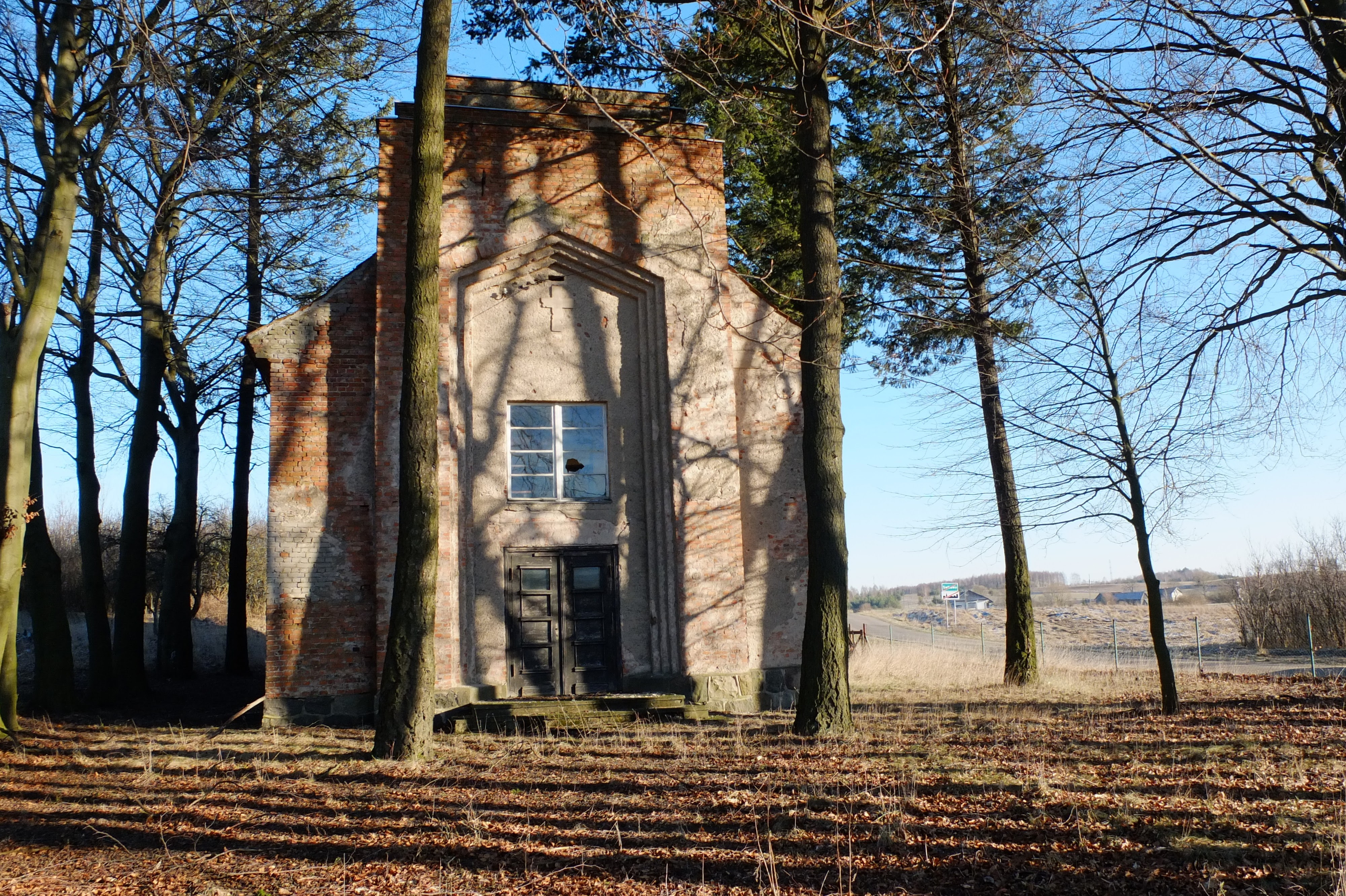
Baptistenkapelle in Trelkowo

In den Jahren 1928 bis 1929 errichteten Baptisten in Groß Schöndamerau eine Kapelle. In den Jahren 1954 bis 1988 war sie an die Gemeinschaft der Siebenten-Tags-Adventisten verpachtet. Heute befindet sie sich in Privateigentum.

## Verkehr
Trelkowo liegt an einer Nebenstraße, die die polnische Landesstraße 57 (frühere deutsche Reichsstraße 128) bei Trelkówko (Klein Schöndamerau) mit der Woiwodschaftsstraße 600 bei Nowe Kiejkuty (Neu Keykuth) verbindet. Von Jabłonka (Jablonken, 1938 bis 1945 Wildenau) aus führt eine Landwegverbindung nach Trelkowo. Eine Anbindung an den Bahnverkehr gibt es nicht.